# Hunts Point
Hunts Point és una població dels Estats Units a l'estat de Washington. Segons el cens del 2000 tenia 443 habitants.

## Demografia
Segons el cens del 2000, Hunts Point tenia 443 habitants, 165 habitatges, i 131 famílies. La densitat de població era de 589,8 habitants per km².
Dels 165 habitatges en un 32,1% hi vivien nens de menys de 18 anys, en un 73,3% hi vivien parelles casades, en un 3,6% dones solteres, i en un 20,6% no eren unitats familiars. En el 15,2% dels habitatges hi vivien persones soles el 7,9% de les quals corresponia a persones de 65 anys o més que vivien soles. El nombre mitjà de persones vivint en cada habitatge era de 2,68 i el nombre mitjà de persones que vivien en cada família era de 2,98.
Per edats la població es repartia de la següent manera: un 26% tenia menys de 18 anys, un 3,8% entre 18 i 24, un 20,3% entre 25 i 44, un 34,1% de 45 a 60 i un 15,8% 65 anys o més.
L'edat mediana era de 45 anys. Per cada 100 dones de 18 o més anys hi havia 98,8 homes.
La renda mediana per habitatge era de 179.898 $ i la renda mediana per família de 200.000 $. Els homes tenien una renda mediana de 100.000 $ mentre que les dones 40.417 $. La renda per capita de la població era de 113.816 $. Cap de les famílies i l'1,1% de la població estaven per davall del llindar de pobresa.

## Poblacions més properes
El següent diagrama mostra les poblacions més properes.